# 武汉广场
武汉广场（英語：Wuhan Plaza）位於武漢市江漢區解放大道688号，地上高度至塔顶达186米，总建筑面积17万平方米。整个项目包括一栋写字楼和两栋34层公寓楼。写字楼共有550个单位，面积5.9万平方米。写字楼有九部高速OTIS电梯。紧邻武汉世贸广场。